# Pretty Good Privacy
Pretty Good Privacy (PGP) (z anglického vcelku dobré soukromí) je počítačový program, který umožňuje šifrování a podepisování, založené na algoritmu RSA pro asymetrickou kryptografii. První verze PGP byla uvolněna Philem Zimmermannem v roce 1991. Další verze byly vyvíjeny Philem Zimmermannem i jinými.
PGP mělo takový vliv, že bylo standardizováno, aby byla umožněna spolupráce mezi různými verzemi PGP a podobného software. PGP bylo přijato jako internetový standard pod názvem OpenPGP. Nyní se jedná o otevřený standard dodržovaný PGP, GnuPG (GNU Privacy Guard nebo také GPG), Hushmail, Veridis, Authora a jinými.
Nejčastější je použití při šifrování e-mailů. Pro tento účel existuje mnoho pluginů, které umožní práci s PGP většině e-mailových klientů.

## Možnosti
PGP umožňuje šifrovat a dešifrovat zprávy, digitálně je podepisovat, ověřovat identitu odesílatele (jen pokud také používá PGP) a spravovat klíče.
Asymetrická kryptografie pracuje tak, že šifra nepoužívá jeden, ale hned dva různé klíče. První slouží k šifrování a jeho výstupem je zašifrovaná zpráva. Tu lze přečíst (dešifrovat) jen a pouze pomocí druhého klíče. Tento způsob má oproti tradičním šifrám, které používají tentýž klíč pro šifrování i dešifrování, jednu velkou výhodu. Svůj šifrovací (veřejný) klíč můžete umístit na veřejném, ale důvěryhodném místě (například osobní WWW stránka nebo klíčový server), kde si ho každý může zkopírovat a zašifrovat s ním utajovanou zprávu. Tu pak může bez obav poslat a bude mít jistotu, že si ji může přečíst pouze adresát, respektive držitel soukromého (dešifrovacího) klíče.
Právě zacházení se soukromým klíčem je bezpečnostně nejkritičtější částí technologie PGP. Pokud privátní klíč používáte jen na svém počítači, ke kterému nikdo kromě vás nemá přístup, je všechno v pořádku. Pokud jej ale máte na počítači, který kromě vás používá více lidí, je nutné si privátní klíč dodatečně chránit dostatečně kvalitním heslem, tzv. passphrase, jehož zadáním bude podmíněna jakákoliv manipulace s klíčem.
Vedle šifrování zpráv řeší PGP i problematiku jejich autenticity. Princip je podobný jako v případě šifrování. Odesílatel připojí ke zprávě zvláštní dodatek, který se jednocestně vygeneruje z textu zprávy pomocí některé z hashovacích funkcí. Tento dodatek, tzv. „message digest“, zašifruje svým soukromým klíčem, čímž vznikne digitální podpis. Příjemce si opatří veřejný klíč odesílatele, dešifruje přiložený podpis a porovná jej s tím, jak by měl vypadat podle jeho výpočtu. Pokud oba výsledky souhlasí, lze zprávu považovat za autentickou.
Různé verze programů PGP jsou k mání pro různé sw. platformy včetně Linuxu, avšak tyto programy obsahují celou řadu patentovaných technologií, které velmi omezují možnosti šíření, zejména ve vztahu k dostupnosti zdrojového kódu, a kromě toho je lze zdarma používat pouze pro osobní potřebu. Zřejmě nejrozšířenější volně šiřitelnou alternativou k PGP je GPG.

## OpenPGP
OpenPGP je název standardu, který Philip Zimmermann v roce 1997 navrhl IETF, s čímž IETF souhlasila a ustavila pracovní skupinu. OpenPGP je tak aktivně vyvíjeným internetovým standardem, jehož aktuální specifikace je zveřejněna v RFC 9580 (specifikace označené za zastaralé: RFC 4880, RFC 2440). Mnoho e-mailových klientů podporuje standard OpenPGP a umožňuje tak pracovat s digitálními podpisy a šifrovanými zprávami podle specifikace RFC 3156.
Free Software Foundation vyvinula svoji vlastní implementaci, která je s OpenPGP kompatibilní, pod názvem GNU Privacy Guard (program gpg) a je oddělená od grafického rozhraní. Mnoho různých aplikací využívá externí program gpg (nazýváno též jako GnuPG) nebo jeho knihovny.